# يوسف بن قادس
أبو الحجاج يوسف بن قادس هو قائد مسلم أندلسي شهير، كان على حامية أهل الأندلس على قلعة رباح عندما حاصرها ألفونسو الثامن ملك قشتالة ومعه بقية جيوش الصليبيين التي قدمت من أوروبا بدعم من البابا لحرب جيوش الموحدين بالأندلس.

## يوسف بن قادس وقلعة رباح
حاصرت قلعة رباح التي كان على حاميتها يوسف بن قادس ثلاثة جيوش كبيرة :
- الجيش الأول: هو الجيش الأوربي المدعوم من البابا من فرنسا وإيطاليا وألمانيا وبقية أوروبا .
- الجيش الثاني: هو جيش مملكة اراجون .
- الجيش الثالث: هو جيش قشتالة والبرتغال وليون ومملكة نافار، وهو أضخم الجيوش الثلاثة .

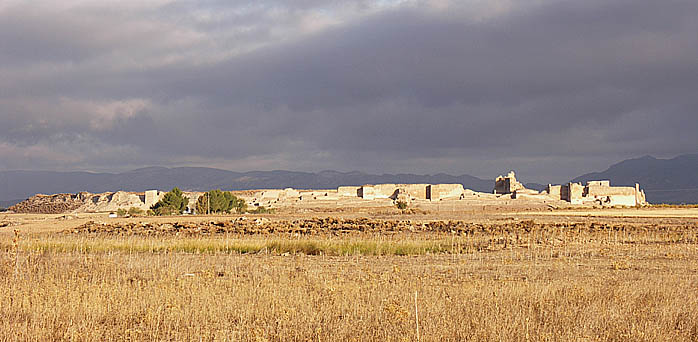
صور من أثار قلعة رباح

حيث قامت هذه الجيوش الثلاث بحصار قلعة رباح، وهي قلعة إسلامية ملكها المسلمون بعد انتصارهم في موقعـة الأرك، وكان على رأسها القائد البارع الأندلسي الشهير أبو الحجاج يوسف بن قادس وهو من قادة الأندلس المشهورين، ثم حوصرت قلعة رباح حصارًا طويلاً من الجيوش المسيحية، وقد طال أمد الحصار حتى أدرك أبو الحجاج يوسف بن قادس أنه لن يفلت منه، كما بدأت بعض الحوائط في هذه القلعة تتهاوى .
أراد أبو الحجاج يوسف بن قادس أن يحقق الأمن والأمان لمَن معه في الحصن من المسلمين لاستحالة الدفاع عنها وانهيار بعض اسوارها ، فعرض على المسيحيين معاهدة تقضي بأن يترك لهم القلعة بكامل المؤن وكامل السلاح، على أن يخرج هو ومن معه من المسلمين سالمين؛ ليتجهوا جنوبا فيلتقوا بجيش الموحدون هناك ودون مؤن أو سلاح، فوافق ألفونسو الثامن على هذا العرض، وبدأ بالفعل انسحاب أبي الحجاج يوسف بن قادس من الحصن ومن معه ، فاتجهوا إلى جيش محمد الناصر لدين الله الموحدي .

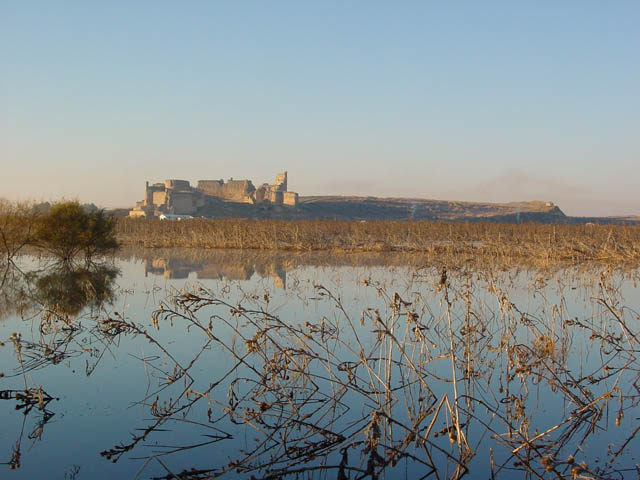
ماتبقى من قلعة رباح اليوم

## مقتل يوسف بن قادس
عندما عاد أبو الحجاج يوسف بن قادس إلى محمد الناصر لدين الله، وعندما علم منه أنه قد ترك قلعة رباح وسَلمَها بالمؤن والسلاح إلى النصارى، أشار عليه وزيره أبو سعيد بن جامع بقتله؛ بتهمة التقاعس عن حماية القلعة، ولم يتردد الناصر لدين الله، في تنفيذ هذا القتل بحق القائد أبي الحجاج يوسف بن قادس .
وهذا يعَد خطأ سياسي وعسكري كبير من محمد الناصر لدين الله، وعمل غير مبرر بحكم أن ابن قادس كان من كبار قادة الاندلس والذي تسبب لاحقا بغضب الاندلسيين على الموحدين وسلطانهم الناصر .

## نتيجة مقتل يوسف بن قادس
بعد مقتل يوسف بن قادس فقد جيش الموحدين قوة كبيرة وهي قوة الأندلسيين الذين شعروا أن هناك فارقا بينهم وبين المغاربة - وكان الجيش الموحدي خليط من المغاربة والاندلسيين - مما كان له أثر سلبي كبير في معركة العقاب التي هزم فيها الموحدين وسقطت بعدها عدد من مدن الاندلس وفقدت مساحة كبيرة من اراضيها وحصونها .
يقول المقري التلمساني في كتابة الشهير نفح الطيب من غصن الأندلس الرطيب ، ( وهذه الوقعة - معركة العقاب - هي الطامة على الأندلس بل والمغرب جميعًا، وما ذاك إلاَّ لسوء التدبير، فإن رجال الأندلس العارفين بقتال الإفرنج استخف بهم الناصر ووزيره، فشنق بعضهم، ففسدت النيات، فكان ذلك من بخت الإفرنج، والله غالب على أمره، ولم تقم بعدها -أي: بعد موقعة العقاب- للمسلمين قائمة تحمد .